# Leptoglossus
Leptoglossus es un género de insectos de la familia Coreidae, tribu Anisoscelini. Las especies están distribuidas en las Américas, con algunas en el este y sur de Asia y en Europa (la mayoría como resultado de introducciones).  Varias especies son plagas de la agricultura.
Miden de 15 a 20 mm. Las tibias de las patas traseras son ensanchadas en forma de hojas. Varias especies son de importancia económica y una especie, L. chilensis, es capaz de picar a los humanos.

## Especies
Lista de especies y subespecies descritas:
- Leptoglossus absconditus Brailovsky & Barrera
- Leptoglossus alatus (Walker)
- Leptoglossus arenalensis Brailovsky & Barrera
- Leptoglossus ashmeadi Heidemann
- Leptoglossus balteatus (Linnaeus)
- Leptoglossus brevirostris Barber
- Leptoglossus caicosensis Brailovsky & Barrera
- Leptoglossus cartogoensis Brailovsky & Barrera
  - Leptoglossus chilensis chilensis (Spinola)
  - Leptoglossus chilensis concaviusculus Berg
- Leptoglossus cinctus (Herrich-Schaeffer)
- Leptoglossus clypealis Heidemann
- Leptoglossus concolor (Walker)
- Leptoglossus confusus Alayo & Grillo
- Leptoglossus conspersus Stål
- Leptoglossus corculus (Say)
- Leptoglossus crassicornus (Dallas)
- Leptoglossus crestalis Brailovsky & Barrera
- Leptoglossus dearmasi Alayo & Grillo
- Leptoglossus dentatus Berg
- Leptoglossus dialeptus Brailovsky & Barrera
- Leptoglossus digitiformis Brailovsky & Barrera
- Leptoglossus dilaticollis Guérin-Méneville - especie tipo (América central y del sur)
- Leptoglossus egeri Brailovsky
- Leptoglossus fasciatus (Westwood)
- Leptoglossus fasciolatus (Stål)
- Leptoglossus flavosignatus Blöte
- Leptoglossus frankei Brailovsky
- Leptoglossus fulvicornis (Westwood)
- Leptoglossus gonagra (Fabricius)
- Leptoglossus grenadensis Allen
- Leptoglossus harpagon (Fabricius)
- Leptoglossus hesperus Brailovsky & Couturier
- Leptoglossus humeralis Allen
- Leptoglossus impensus Brailovsky
- Leptoglossus impictipennis Stål
- Leptoglossus impictus (Stål)
- Leptoglossus ingens (Mayr)
- Leptoglossus jacquelinae Brailovsky
- Leptoglossus katiae Schaefer & Packauskas
- Leptoglossus lambayaquinus Brailovsky & Barrera
- Leptoglossus lineosus (Stål)
- Leptoglossus lonchoides Allen
- Leptoglossus macrophyllus Stål
- Leptoglossus manausensis Brailovsky & Barrera
- Leptoglossus neovexillatus Allen
- Leptoglossus nigropearlei Yonke
- Leptoglossus occidentalis Heidemann
- Leptoglossus oppositus (Say)
- Leptoglossus pallidivenosus Allen
- Leptoglossus phyllopus (Linnaeus)
- Leptoglossus polychromus Brailovsky
- Leptoglossus quadricollis (Westwood)
- Leptoglossus rubrescens (Walker)
- Leptoglossus sabanensis Brailovsky & Barrera
- Leptoglossus stigma (Herbst)
- Leptoglossus subauratus Distant
- Leptoglossus talamancanus Brailovsky & Barrera
- Leptoglossus tetranotatus Brailovsky & Barrera
- Leptoglossus usingeri Yonke
- Leptoglossus venustus Alayo & Grillo
- Leptoglossus zonatus (Dallas)